# 貝斯倫島
63°13′18″S 62°10′57″W / 63.22167°S 62.18250°W
貝斯倫島（Beslen Island），是南極洲的島嶼，位於洛島西北面，處於華萊士角東北面1.67公里和普里薩德島以北0.84公里，屬於南設得蘭群島的一部分，長0.24公里、寬0.09公里，以保加利亞西南部城鎮命名，現時由南極條約體系管理。